# جيمس ستيل وليامز
جيمس ستيل وليامز (بالإنجليزية: James Steele Williams)‏ هو جيولوجي أمريكي، ولد في 1896، وتوفي في 1957.